# Camaje
Camajé (francosko: camaïeu) je slikarski pristop, pri katerem umetnik z odtenki iste barve ustvarja iluzijo reliefa. Beseda izvira iz cameo; torej: slika kot »cameo«.

## Glej
- Kameja